# Campeonato Panamericano de Ciclismo en Pista 2017
El Campeonato Panamericano de Ciclismo en Pista se celebró en Couva, (Trinidad y Tobago) entre el 30 de agosto y el 3 de septiembre de 2017 bajo la organización de la Confederación Panamericana de Ciclismo (COPAFI) y la Federación de Ciclismo de Trinidad y Tobago.
Las competiciones se realizaron en el Velódromo de Couva. Fueron disputadas 20 pruebas, 10 masculinas y 10 femeninas.

## Resultados

### Masculino
| Evento                   | Oro                                                               | Plata                                                                  | Bronce                                                                             |
| ------------------------ | ----------------------------------------------------------------- | ---------------------------------------------------------------------- | ---------------------------------------------------------------------------------- |
| Velocidad individual     | Hugo Barrette                                                     | Fabián Puerta                                                          | Jair Tjon En Fa                                                                    |
| Velocidad por equipos    | Colombia · Rubén Darío Murillo · Fabián Puerta · Santiago Ramírez | Trinidad y Tobago Kwesi Browne Njisane Phillip Nicholas Paul           | Argentina Leandro Bottasso Pablo Perruchoud Juan Pablo Serrano                     |
| Persecución individual   | Derek Gee                                                         | Jay Lamoureux                                                          | Ignacio Prado                                                                      |
| Persecución por equipos  | Canadá · Aidan Caves · Jay Lamoureux · Derek Gee · Bayley Simpson | Estados Unidos Eric Young Logan Owen Daniel Summerhill Adrian Hegyvary | Chile · Elías Tello · Luis Fernando Sepúlveda · Cristian Cornejo · Antonio Cabrera |
| 1 km contrarreloj        | Fabián Puerta                                                     | Santiago Ramírez                                                       | Quincy Alexander                                                                   |
| Carrera por puntos 40 km | Eric Young                                                        | Antonio Cabrera                                                        | Edwin Ávila                                                                        |
| Scratch 15 km            | Hugo Velázquez                                                    | Bryan Gómez                                                            | Clever Martínez                                                                    |
| Keirin                   | Fabián Puerta                                                     | Hugo Barrette                                                          | Leandro Bottasso                                                                   |
| Madison 50 km            | Estados Unidos Zachary Carlson Zak Kovalcik                       | Argentina Tomás Contte Sebastián Trillini                              | Colombia · Jordan Parra · Edwin Ávila                                              |
| Omnium                   | Ignacio Prado                                                     | Aidan Caves                                                            | Tomás Contte                                                                       |

### Femenino
| Evento                   | Oro                                                                       | Plata                                                                   | Bronce                                                                 |
| ------------------------ | ------------------------------------------------------------------------- | ----------------------------------------------------------------------- | ---------------------------------------------------------------------- |
| Velocidad individual     | Daniela Gaxiola                                                           | Yuli Verdugo                                                            | Madalyn Godby                                                          |
| Velocidad por equipos    | Estados Unidos Madalyn Godby Mandy Marquardt                              | Canadá · Stephanie Roorda · Amelia Walsh                                | Venezuela · Mariaesthela Vilera · Yolimar Pérez                        |
| Persecución individual   | Kelly Catlin                                                              | Kinley Gibson                                                           | Mailín Sánchez                                                         |
| Persecución por equipos  | Canadá · Ariane Bonhomme · Kinley Gibson · Devaney Collier · Meghan Grant | México · Sofía Arreola · Yareli Salazar · Jessica Bonilla · Mayra Rocha | Cuba · Arlenis Sierra · Marlies Mejías · Mailín Sánchez · Yeima Torres |
| 500 m contrarreloj       | Jessica Salazar                                                           | Martha Bayona                                                           | Mandy Marquardt                                                        |
| Carrera por puntos 25 km | Jennifer Valente                                                          | Angie González                                                          | Stephanie Roorda                                                       |
| Scratch 10 km            | Jennifer Valente                                                          | Marlies Mejías                                                          | Allison Beveridge                                                      |
| Keirin                   | Martha Bayona                                                             | Mandy Marquardt                                                         | Daniela Gaxiola                                                        |
| Madison 20 km            | Canadá · Allison Beveridge · Stephanie Roorda                             | Estados Unidos Kimberly Geist Kimberly Zubris                           | México · Sofía Arreola · Mayra Rocha                                   |
| Omnium                   | Jennifer Valente                                                          | Yareli Salazar                                                          | Angie González                                                         |

## Medallero
| Núm.  | País              | Oro | Plata | Bronce | Total |
| ----- | ----------------- | --- | ----- | ------ | ----- |
| 1     | Estados Unidos    | 7   | 3     | 2      | 12    |
| 2     | Canadá            | 5   | 5     | 2      | 12    |
| 3     | Colombia          | 4   | 4     | 2      | 10    |
| 4     | México            | 3   | 3     | 3      | 9     |
| 5     | Argentina         | 1   | 1     | 3      | 5     |
| 6     | Venezuela         | 0   | 1     | 3      | 4     |
| 7     | Cuba              | 0   | 1     | 2      | 3     |
| 8     | Chile             | 0   | 1     | 1      | 2     |
| _     | Trinidad y Tobago | 0   | 1     | 1      | 2     |
| 10    | Surinam           | 0   | 0     | 1      | 1     |
| Total | Total             | 20  | 20    | 20     | 60    |